# Sarah Chang
Sarah Chang (Philadelphia, Pennsylvania, 1980. december 10. –) amerikai hegedűművész.
==Diszkográfia==  
- 1992 Debut
- 1993 Brahms; Tschaikowsky
- 1996 Eduard Lalo; Vieuxtemps
- 1997 Simply Sarah
- 1998 Sibelius; Mendelsohn-Barholdy
- 1999 Sweet Sorrow
- 2000 Karl Goldmark; Gürzenich-Orchester, (James Conlon)
- 2001 Fire and Ice
- 2002 Antonin Dvorak, P. Tschaikowsky
- 2003 Classical Legends (compilation)
- 2004 Franch sonats (Lars Vogt)
- 2004 Ralph Vaughan Williams: Sinfonies; The Lark Ascending. (Bernard Haitink)
- 2005 Andrew Lloyd Webber: Phantasie/Woman in White
- 2006 Dmitri Schostakowitsch